# Pengshui-Talsperre
Die Pengshui-Talsperre ist eine Bogenstaumauer am Wu Jiang im Kreis Wulong, Stadt Chongqing, in China. Die Talsperre versorgt ein 1750 MW Wasserkraftwerk mit Wasser. Dieses verfügt über fünf 350-MW-Francis-Turbinen und Generatoren. Die Bauarbeiten an der Talsperre begannen im September 2003 und das Wasserkraftwerk war 2008 betriebsbereit.